# Лопатино (Вологодская область)
Лопатино — деревня в Нюксенском районе Вологодской области.
Входит в состав Городищенского сельского поселения, с точки зрения административно-территориального деления — в Космаревский сельсовет.
Расстояние до районного центра Нюксеницы по автодороге — 44 км, до центра муниципального образования Городищны по прямой — 2 км. Ближайшие населённые пункты — Жар, Шульгино, Бор, Козлово, Нижняя Горка, Макарино, Быково, Мыгра.
По переписи 2002 года население — 66 человек (29 мужчин, 37 женщин). Всё население — русские.